# 空中餐廳

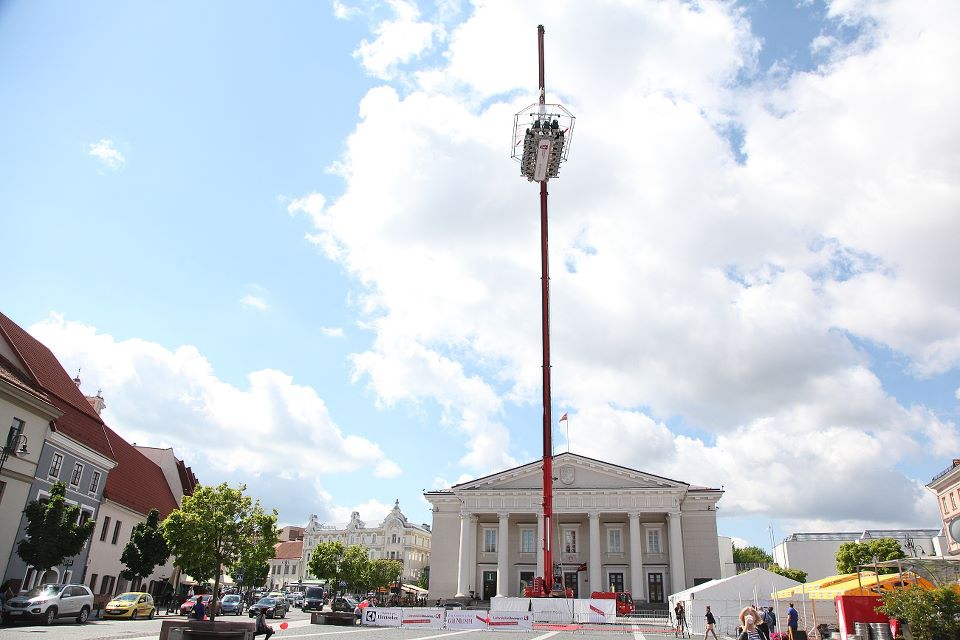
立陶宛维尔纽斯的空中餐廳

空中餐廳（Dinner in the Sky）是一家总部位于比利时的餐厅，起重机将食客、餐桌和服务人员吊到46米的高空，食客就在46米的高空上就餐，就餐的同時還能在高空欣賞城市風景。福布斯杂志称其为世界十大最不寻常的餐厅之一。空中餐廳在15个国家提供服务，其中就包括法國巴黎和美國拉斯维加斯。   